# Eddystone
Eddystone é um distrito localizado no estado norte-americano de Pensilvânia, no Condado de Delaware.

## Demografia
Segundo o censo norte-americano de 2000, a sua população era de 2442 habitantes. Em 2006, foi estimada uma população de 2 371, um decréscimo de 71 (-2,9%).

## Geografia
De acordo com o United States Census Bureau tem uma área de 3,9 km², dos quais 2,7 km² cobertos por terra e 1,2 km² cobertos por água.

## Localidades na vizinhança
O diagrama seguinte representa as localidades num raio de 4 km ao redor de Eddystone.